# Josep Maria Bohigas i Masoliver

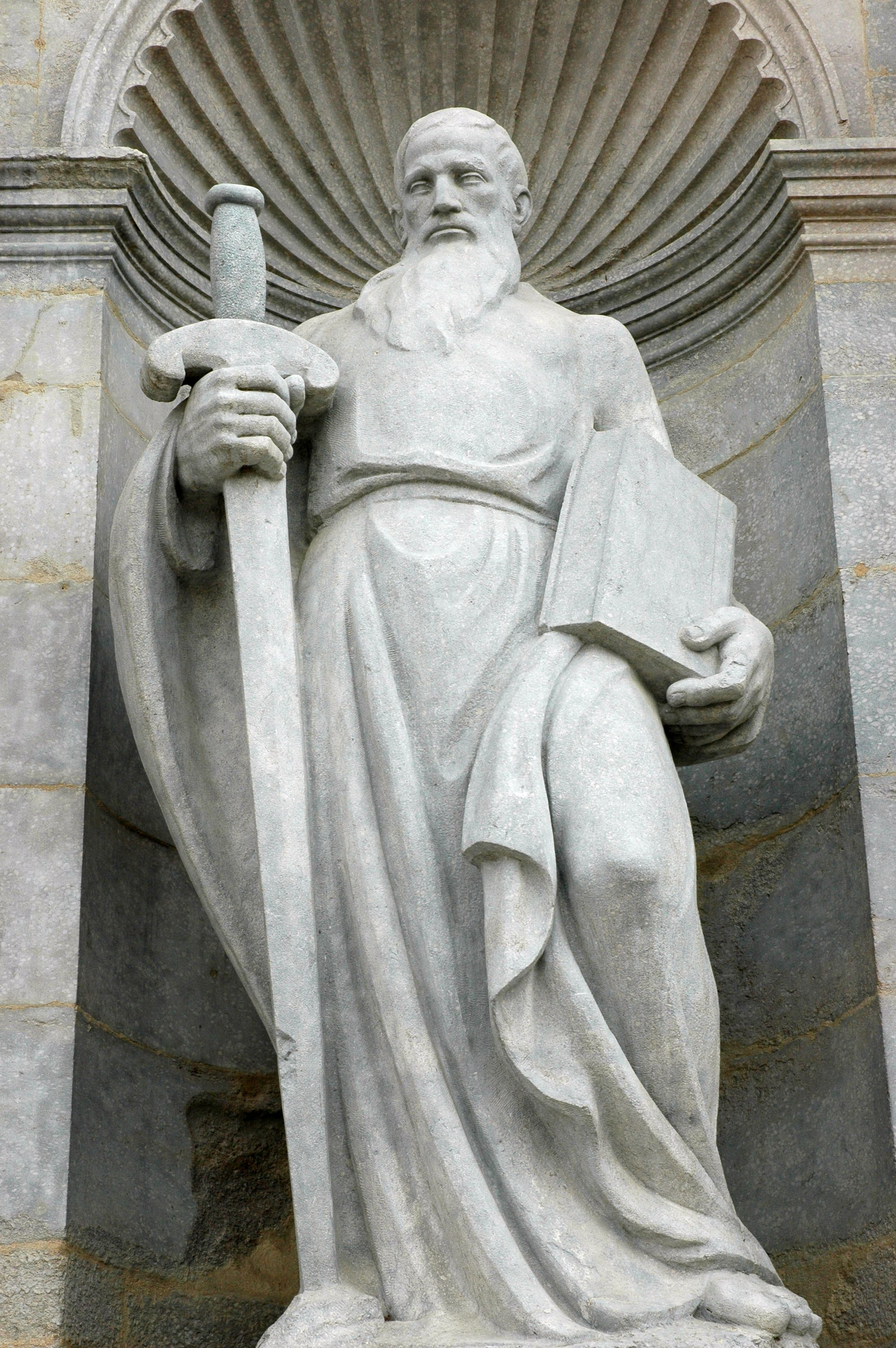
Escultura de Sant Pau a la catedral de Girona

Josep M. Bohigas Masoliver (Banyoles, 1906 - Barcelona, 1971) va ser un escultor i policromador català.
Format a l'escola d'Olot, més tard va rebre classes de l'escultor Josep M. Camps, a l'Escola Llotja de Barcelona, on va ser professor en l'especialitat de policromia.
Les seves obres, gairebé totes de caràcter religiós, estan la majoria policromades, amb una tècnica especial que deixa entreveure el cop de la gúbia,. Va col·laborar en aquest menester amb els escultors Frederic Marès i Josep Clarà.
Té imatges a l'església de Santa Maria de la seva ciutat natal (Banyoles) i l'any 1962 va realitzar les escultures de Sant Pere i Sant Pau, per a la façana de la Catedral de Girona. També realitza la imatge de Santa Coloma a l'església parroquial de Santa Coloma de Queralt.